# Kaštel Štafileo
Kaštel Štafileo je utvrda u Kaštelima, znana i pod imenom kaštel Rotondo.
Kaštel u mjestu Kaštel Štafiliću, Obala kralja Tomislava 10, Grad Kaštela.

## Povijest
Graditeljem mu je trogirski plemić Stjepan Staphileo (Štafileo, Štafilić), podrijetlom s Krete. U Trogir je došao u drugoj polovici 15. stoljeća. Na njegovo podrijetlo ukazuje i njegov obiteljski grb koji na štitu ima grozd. Godine 1508. sagradio je na hridima u moru kaštel. Utvrda je nalik Koriolanovu kaštelu, utvrđena kuća s dvorištem, ulaz brani kula s pokretnim mostom. Koncesiju za gradnju dobio je godine 1500. Pri koncu gradnje trogirski knez Aleksandar Viaro izdao je dozvolu kojom dopušta ograđivanje prostora uz kaštel, koji bi prostor poslužio za izgradnju sela.
Planski gradi selo nasipajući prostor izmeđe stare rimske ceste i kaštela. Selo je bilo opasano s tri strane bedemima koji se pružaju u more, na uglovima su kule. Selo su naselili izbjeglice iz Bijaća. Selo je bilo zaštićeno i jarkom, koji se za nevremena plavio morem. Jarak se nazivao Foša, a proširivanjem je sela zatrpan, te je selo dobilo u svom istočnom dijelu ulicu imena Vela štrada.
Stjepan je umro 1519., te svoje imanje ostavlja sinovima: Petru koji pogiba braneći kaštel od Turaka, Ivanu šibenskom biskupu i vatikanskome diplomatu, koji u Štafilić donosi sliku Čudotvorne Gospe, dar poljskog kralja Sigmunda III. Vase. Jakov je imao četiri kćeri koje su se udale u obitelji: Andreis, Kažotić, Ferro i Zavoreo.
Ivan Ferro je 1693. godine na mjestu sjeverozapadne obrambene kulu sela sagradio vlastitim troškom kaštel i ostavio svom sinovcu Ivanu, o čemu svjedoči natpis na kamenoj ploči.

## Opis
Kaštel Stafileo – Rotondo nalazi se u središtu današnjeg Kaštel Štafilića. Izgradnja datira u period od 1500. do 1508. g. Pravokutnog je tlocrta, sa stambenim krilom na južnoj strani i dvorištem na sjevernoj. Opasan je obrambenim zidom koji je nekoć završavao kruništem. U osi sjevernog zida stoji visoka pravokutna kula. Arheološkim istraživanjem dvorišta i prizemlja kaštela pronađeni su kameni dijelovi postrojenja za preradu maslina te izvorna podnica od kaldrme koja se nalazi na razini 0.5 m ispod današnje. Pronađeni su i dijelovi baroknog balkona za kojeg se pretpostavlja da se nalazio na sjevernom dijelu istočnog pročelja.

## Prvotne namjere
Prvotno je želio graditi na mjestu zvanom Koludrovac, te je za istu gradnju dobio dozvolu, ali je od gradnje odustao i tražio novu dozvolu za novu lokaciju.
- kaštel Štafileo
- Maketa kaštela Štafileo: pogled odozgo
- Maketa kaštela Štafileo: pogled s kopna
- Maketa kaštela Štafileo: pogled s mora
- Kaštel Ferro

## Zaštita
Pod oznakom Z-3252 zaveden je kao nepokretno kulturno dobro - pojedinačno, pravna statusa zaštićena kulturnog dobra, klasificirano kao "stambene građevine".

## Vanjske poveznice
|  | Zajednički poslužitelj ima još gradiva o temi Kaštel Štafileo |